# Musca suffusa
Musca suffusa este o specie de muște din genul Musca, familia Muscidae. A fost descrisă pentru prima dată de Walker în anul 1853. Conform Catalogue of Life specia Musca suffusa nu are subspecii cunoscute.